# Ніна Байерс
Ніна Байерс (англ. Nina Byers; 19 січня 1930 р. — 5 червня 2014 р.) — фізик-теоретик, професор-дослідник і Почесний професор фізики на кафедрі фізики і астрономії, UCLA, співробітник коледжу Сомервіля в Оксфорді .

## Внесок
Байерс отримала ступінь бакалавра в Каліфорнійському університеті (Берклі) в 1950 році і захистила докторську дисертацію в Чиказькому університеті в 1956 році.
Байерс зробила феноменологічний аналіз експериментальних спостережень, що призвело до теоретичних досягнень у фізиці елементарних частинок і теорії надпровідності. В «Теоретичних міркуваннях щодо квантованого магнітного потоку в надпровідниках» вона показала, що спостереження квантування потоку в надпровідниках в одиницях hc / 2e є експериментальними доказами для Куперівської пари електронів, запропонованого теорією БКШ надпровідності (теорема Байерса-Янга).
Крім наукових статей, Ніна Байерс опублікувала статті і редагувала книгу про оригінальні та важливі внески до сучасної фізики фізиками 20-го століття. Вона розробила сайт « Внески жінок 20-го століття до фізики» (вебсайт CWP), який документує оригінальний і важливий внесок у фізику понад 80 жінок-фізиків 20-го століття. З Гері Вільямсом вона редагувала видання на основі даних вебсайту, що розширює біографії, і більш повно описує науковий внесок сорока видатних фізиків 20-го століття.
Байерс була обрана до багатьох представництв Американського фізичного товариства (APS) та Американської асоціації розвитку науки (AAAS), включаючи пост президента Форуму APS з історії фізики (2004—2005), Форуму APS з фізики та суспільства (1982).), а також була Радником Американського фізичного товариства (1977—1981).

## Праці

### Вибрані наукові публікації
- Byers, N .; Yang, CN (липень 1961). «Теоретичні міркування щодо кількісного магнітного потоку в надпровідних циліндрах». Physical Review Letters. 7 (2): 46–49. Bibcode : 1961PhRvL … 7 … 46B . doi : 10.1103 / PhysRevLett.7.46 .
- МакКларі, Річард; Byers, Nina (жовтень 1983 р.). «Релятивістські ефекти в спектроскопії важкої кварконії». Фізичний огляд D. 28 (7): 1692—1705. Bibcode : 1983PhRvD..28.1692M . doi : 10.1103 / PhysRevD.28.1692 .
- Ніна Байерс, «Ейнштейн і жінки», APS News Jun 2005.
- Ніна Байєрс, «Фізики і рішення 1945 року про відмову від бомби», CERN Courier Жовтень 2002 р. (Архів електронноuj друку : фізика / 0210058)
- Ніна Байерс, Фермі і Сілард "в ред. Джеймс Кронін (ред.) Fermi Remembered, U. of Chicago Press 2004 (Архів електронного друку : фізика / 0207094)
- Ніна Байерс, «Відкриття глибокого зв'язку між симетріями та законами збереження Е. Нетер» Запрошені доповіді на симпозіумі про спадщину Еммі Нетер, Рамат-Ган, Ізраїль, 2-4 грудня 1996 року. Математична конференція Ізраїлю Vol. 12, 1999 (Архів електронного друку : фізика / 9807044)

### Книга
- Byers, Nina; Williams, Gary, ред. (2010). Out of the Shadows: Contributions of Twentieth-Century Women to Physics. Cambridge: Cambridge University Press. ISBN 9780521169622.